# Fabrizio Paolucci
Fabrizio Paolucci (ur. 2 kwietnia 1651 w Forlì, zm. 12 czerwca 1726 w Rzymie) – włoski duchowny, kardynał, z rodu hrabiów Calboli.

## Życiorys
Studiował w Rzymie pod okiem swego krewnego, kardynała Francesco Paolucci i w 1674 uzyskał na tamtejszym uniwersytecie doktorat obojga praw (kanonicznego i rzymskiego). W 1685 został wybrany biskupem Macerata e Tolentino, którym był do 1698, gdy mianowano go arcybiskupem Ferrary (1698–1701). Konsekrował go kardynał Gaspare Carpegna, wikariusz Rzymu. Za pontyfikatu Innocentego XII przeszedł na służbę do dyplomacji papieskiej – w 1696 został nuncjuszem w Kolonii, a 2 lata później nadzwyczajnym wysłannikiem na polski sejm elekcyjny. W lipcu 1697 został kreowany kardynałem prezbiterem, jednak fakt ten został upubliczniony dopiero w grudniu 1698. Został głównym doradcą papieża Klemensa XI, który mianował go sekretarzem stanu (1700–21) i wielkim penitencjariuszem (1709–21), a w 1719 awansował do rangi kardynała-biskupa Albano.
W 1709, w związku z toczącą się wojną o sukcesję hiszpańską, uzyskał nieograniczone pełnomocnictwo do prowadzenia negocjacji pokojowych z cesarstwem. Zakończyły się one sukcesem, ale nie zjednały mu sympatii Wiednia. Na konklawe 1721 roku wydawał się niemal pewnym kandydatem do tiary, jednak niemiecki kardynał Michael Friedrich Althan w imieniu cesarza Karola VI korzystając z prawa ekskluzywy zawetował jego kandydaturę. Nowy papież Innocenty XIII przesunął go na stanowisko wikariusza Rzymu oraz prefekta Kongregacji ds. Biskupów i Zakonników. Obie funkcje pełnił do śmierci.
Po śmierci Innocentego XIII Paolucci został przywrócony przez Benedykta XIII na stanowisko sekretarza stanu. Ponadto powierzono mu kierowanie Kongregacją ds. Obrzędów oraz Kongregacją ds. Sanktuarium w Loreto. W latach 1721–1726, pełnił urząd wikariusza generalnego Rzymu. W czerwcu 1724 został biskupem Porto e Santa Rufina, a w listopadzie 1725 biskupem Ostia e Velletri i dziekanem Kolegium Kardynałów. Negocjował przyłączenie do Państwa Kościelnego terytorium Comacchio. W 1725 został też sekretarzem Rzymskiej Inkwizycji. Zmarł w Rzymie, w pałacu na Kwirynale, 12 czerwca 1726, w wieku 75 lat.